# Henri Schneider
Pour les articles homonymes, voir Henri Schneider (réalisateur) et Schneider.
Pour les autres membres de la famille, voir Famille Schneider.
 (octobre 2022).
Henri Adolphe Eugène Schneider, né au Creusot (Saône-et-Loire) le 10 décembre 1840 et mort à Paris le 17 mai 1898, est un maître de forges et homme politique français.

## Biographie
Henri Adolphe Eugène Schneider, né le 10 décembre 1840, est le fils du maître de forges Eugène I Schneider, ministre de l'Agriculture et du Commerce en 1851, et le petit-fils de Gilles Lemoine des Mares.
Jules Huret, journaliste au Figaro, le décrit ainsi : « Un homme de haute taille, au cou court et sanguin, blond, grisonnant, à la tête énergique et brutale, la moustache tombante poivre et sel, les yeux clairs, le teint rouge, beaucoup d’entrain, avec un peu d’affectation dans son aisance bon enfant ».

### Vie familiale
Il est élevé dans l'hôtel particulier de son père rue Boudreau. Il a pour compagnon de jeu les deux filles de la maitresse de son père, Mlle Asselin, qui vit dans cet hôtel.
Marié deux fois, il est le père de sept enfants.
Enfants avec Marie Julie Zélie Asselin (1847-1869), fille ainée de Mlle Asselin, qui meurt jeune à 22 ans de la diphtérie  :
- Marie Eugénie Constance Marguerite Zélie Schneider (03/09/1865, Le Creusot - 1935), mariée au marquis François-Pierre de Chaponay (petit-fils de Fortuné Reynaud de Bologne de Lascours)
- 2 filles nées en 1867, Le Creusot, décédées en bas âge,
- Charles Prosper Eugène II Schneider (29/10/1868, Le Creusot - 17/11/1942, Paris)

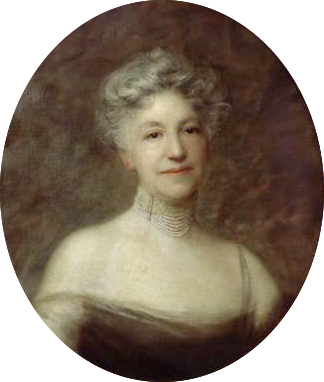
Portrait de sa seconde épouse, née Eudoxie Asselin.

Enfants avec Louise Pauline Eudoxie Asselin (1853-1942), sœur de Zélie, qu’il épouse deux ans après son veuvage :  :
- Marie Constance Zélie Schneider (23/12/1872, Le Creusot - 26/01/1969), mariée au comte Gérard de Ganay (frère de Jean de Ganay) et mère de Solange de Ganay
- Marguerite Lucie Constance Schneider (30/12/1876, Le Creusot - 07/12/1969, Vence), mariée au marquis Paul Sauvages de Brantes, général
- Marie Madeleine Emma Eudoxie Schneider (26/04/1879, Le Creusot - 1969), militante féministe chrétienne, mariée au marquis Jacques Le Clerc de Juigné.

Il ne semble pas avoir partagé l'amour de son père pour la peinture classique flamande et hollandaise, puisqu'il vendra toute sa collection de tableaux ainsi que l’hôtel de la rue Boudreau quelques mois après la mort d'Eugène. Il confessait lui-même sa frustration de n'avoir aucune culture artistique.
Il meurt à Paris, dans son hôtel particulier, au 137, rue du Faubourg-Saint-Honoré. Sa santé s'était fortement dégradée à la suite d'un accident de cheval dans sa propriété du château de La Boulaye.
Il est inhumé dans le caveau familial des Schneider dans l'église Saint-Charles au Creusot.
Sa mort induit un conflit successoral latent, qui éclatera lors du décès de son petit fils Charles en 1960. Les dispositions des contrats de mariage font que la grande majorité des actions sont dévolues à son épouse, puis à ses descendants et non pas à Eugène qui sera minoritaire en actions.

### Carrière industrielle
Après des études secondaires à Paris, il entre au sein de Schneider et Cie, l’entreprise familiale. Il y fait une rapide ascension : secrétaire général (1860), sous-directeur de l’usine du Creusot (1865), directeur après le départ d'Alfred Deseilligny à la suite de sa rupture avec Eugène, son père (1866), co-gérant avec son père (1867). Seul à la tête de l'entreprise durant l'exil d'Eugène Schneider en 1870-71 ; on dispose de beaucoup d'informations sur la Société Schneider pendant cette période de codirection avec son père, grâce à l'abondante correspondance qu'ils ont échangée. Il lui succède à son décès en 1875.
Il met en œuvre le développement de fabrications mécaniques de haute qualité dans l’artillerie, à la suite de la demande qu’en avait faite Thiers à son père, à la suite de la défaite de 1870. Cette activité prendra beaucoup d'importance au Creusot, grâce à l'autorisation d’exporter donnée par le gouvernement en 1884. Il rachète les Chantiers de la Méditerranée à Marseille qui possèdent également des usines en Normandie (Le Havre-Harfleur, Le Hoc).
Il met en œuvre une aciérie Martin permettant de couler des lingots de 50 t capables de donner les ébauches de canons de grandes dimensions. En 1878, Il inaugure le marteau pilon de 100 t, le plus puissant du monde et maintenant symbole de la Ville du Creusot.
Il développe les aciers au nickel, inventés par Werth, son métallurgiste, qui font merveille dans les plaques d’acier de blindage dans tous les concours internationaux.
Il achète l’exclusivité par la France du brevet de Thomas et Gilchrist qui permet de déphosphorer l’acier.
Il s'associe aux Wendel pour fonder l'aciérie de Jœuf en 1890
Il lance l’activité de construction électrique au Creusot, essentiellement pour remplacer la force motrice des machines par des moteurs électriques, en acquérant des technologies étrangères (Ganz).
Il est également administrateur de la Compagnie des chemins de fer d'Orléans et régent de la Banque de France de 1866 à 1898, à la suite de son père.

### Engagement politique et patronal
Il est maire du Creusot de 1871 à 1896, conseiller général du canton du Creusot de 1876 à 1898 et député boulangiste de Saône-et-Loire de 1889 à 1898. Sollicité par une lettre personnelle du général Georges Boulanger, Henri Schneider accepte de porter la livrée « révisionniste » ; mais il précise, dans sa proclamation électorale, qu'il veut avant tout « l'ordre, la paix, la liberté ».
Il se fait connaître par ses initiatives paternalistes inspirées par le catholicisme social et fonde notamment l'hopital du Creusot appelé « Hôtel-Dieu ». Dès 1877, il avait institué un système de retraites pour son personnel et s'attachait particulièrement à développer les institutions sociales ouvrières.
Il meurt dans la nuit du 17 mai 1898.

## Hommages
- Au Creusot, une statue en bronze sur un socle en pierre (de Émile Peynot) le représente assis sur une chaise une carte dépliée sur ses genoux. Le devant du socle est décoré par deux futs de canons croisés reposant sur des lauriers, à l'arrière du socle se trouve un creuset crachant des flammes, desquelles émerge la silhouette du Creusot. Différents personnages en pierre complètent le socle, à droite, appuyé sur le soubassement du monument, un forgeron en tenue de travail (tenaille, sabots, tablier de cuir, masque relevé) symbolise le travail et la sécurité accordés par le patron. À gauche, un vieil ouvrier en uniforme de la maison de retraite Saint-Henri discute avec un jeune écolier. Ils représentent tous les deux la prise sociale. Cette statue fut inaugurée le 30 septembre 1923 sur la place devant l'hôpital du Creusot.